# Мартынов, Владимир Николаевич
Влади́мир Никола́евич Марты́нов (род. 14 декабря 1951) — советский и российский дипломат. Чрезвычайный и полномочный посланник 1 класса (2008).

## Биография
Окончил Московский государственный институт международных отношений (МГИМО) МИД СССР (1979) и Высшие дипломатические курсы  Дипломатической академии МИД России (2001). Владеет французским и польским языками. На дипломатической работе с 1979 года.
- В 1993—1996 годах — советник Посольства России в Республике Чад.
- В 1999—2001 годах — начальник отдела Департамента кадров МИД России.
- В 2001—2004 годах — генеральный консул России в Касабланке (Марокко).
- С 27 января 2004 по 7 августа 2009 года — чрезвычайный и полномочный посол Российской Федерации в Чаде[1][2].
- В настоящее время (2017 год) является заместителем директора Департамента специальной связи МИД России.

## Дипломатический ранг
- Чрезвычайный и полномочный посланник 2 класса (23 января 2004)[3]
- Чрезвычайный и полномочный посланник 1 класса (31 июля 2008)[4]